# Bianca Galvan
Bianca Galvan (...) è un'attrice italiana.

## Biografia
Bianca Galvan si è diplomata negli anni sessanta all'Accademia nazionale d'arte drammatica Silvio D'Amico. Ha lavorato soprattutto in teatro e in radio.

## Filmografia

### Cinema
- Principe di Homburg, regia di Gabriele Lavia (1983)
- 80 mq - Ottantametriquadri, regia di Ignazio Agosta, Cecilia Calvi, Dido Castelli, Luca D'Ascanio e Luca Manfredi (1993) - (segmento "Buon compleanno, Gianmaria")
- Copenhagen fox-trot, regia di Antonio Domenici (1993)
- Cronaca di un amore violato, regia di Giacomo Battiato (1995)
- Ti spiace se bacio mamma?, regia di Alessandro Benvenuti (2003)
- Uomini & donne, amori & bugie, regia di Eleonora Giorgi (2003)
- La terza stella, regia di Alberto Ferrari (2005)

### Televisione
- Non te li puoi portare appresso, commedia di George S. Kaufman e Moss Hart, regia di Silverio Blasi, trasmessa il 2 gennaio 1959.
- L'altro uomo di Franco Enna, regia di Enrico Colosimo, prosa, trasmesso il 23 giugno 1959.
- La signora Rosa di Sabatino Lopez, regia di Mario Landi, prosa, trasmesso il 27 maggio 1960 sul Programma Nazionale.
- L'innocente, commedia di Fritz Hochwaelder, regia di Enrico Colosimo, trasmessa il 29 giugno 1961
- L'arma segreta, regia di Leonardo Cortese - film TV (1963)
- Jekyll - miniserie TV, episodi 1x1 (1969)
- I ragazzi di padre Tobia - serie TV, episodi 1x2-1x11-1x5 (1968-1970)
- La signora dalle camelie, regia di Vittorio Cottafavi - film TV (1971)
- Le inchieste del commissario Maigret - serie TV, episodi 4x2 (1972)
- Le colonne della società, regia di Mario Missiroli - film TV (1972)
- Giacinta - miniserie TV, episodi 1x3 (1980)
- La moglie nella cornice - miniserie TV, episodi 1x1-1x2-1x3 (1991)
- Un commissario a Roma - serie TV, episodi 1x5 (1993)
- Morte di una strega - miniserie TV (1996)
- Il maresciallo Rocca - serie TV, episodi 1x4 (1996)
- Linda e il brigadiere - serie TV, episodi 3x1 (2000)
- CentoVetrine - serie TV (2001)

## Prosa radiofonica Rai
- Dentro di noi, commedia di Siro Angeli, regia di Umberto Benedetto, trasmessa il 14 giugno 1948.
- Esami di maturità, di Ladislao Fodor, regia di Umberto Benedetto, trasmessa il 3 luglio 1948.
- I fiori, commedia di Serafino e Gioacchino Alvarez-Quintero, regia di Umberto Benedetto, trasmessa il 27 dicembre 1948
- Antigone, di Sofocle, regia di Corrado Pavolini, trasmessa il 5 marzo 1951
- La controversia, di Carlo Gozzi, regia di Alfredo Casella, trasmessa il 4 dicembre 1951
- Tre alberi, radiocommedia di Enrico Pea, regia di Corrado Pavolini, trasmessa il 28 dicembre 1951
- Il sì delle ragazze, di Leandro Fernández de Moratín, regia di Corrado Pavolini, trasmessa il 29 febbraio 1952
- Esami di maturità, di Laszlo Fodor, regia di Umberto Benedetto, trasmessa il 24 marzo 1952
- Il critico, di Richard Brinsley Sheridan, regia di Corrado Pavolini, trasmessa il 6 agosto 1952.
- L'Epopea di Gilgamesh, regia di Corrado Pavolini, trasmessa il 26 novembre 1952.
- Il corvo, fiaba di Carlo Gozzi, regia di Corrado Pavolini, trasmessa il 25 dicembre 1952
- Sakuntala, di Kālidāsa, regia di Corrado Pavolini, trasmessa il 12 giugno 1953
- Il coraggio, di Augusto Novelli, regia di Amerigo Gomez, trasmessa il 25 luglio 1953.
- Il sì delle ragazze, di Leandro Fernández de Moratín, regia di Corrado Pavolini (1953)
- Santa Chiara, di Luigi Santucci, regia di Corrado Pavolini, trasmessa il 28 ottobre 1953
- Gli uomini non sono ingrati, commedia di Alessandro De Stefani, regia di Umberto Benedetto, trasmessa il 14 gennaio 1954
- Il sì delle ragazze, commedia di Leandro Fernández de Moratín, regia di Corrado Pavolni, trasmessa il 30 luglio 1956.
- Non puoi rivivere lo stesso giorno, radiodramma di Paul Ickes, regia di Giacomo Colli, trasmessa il 4 gennaio 1960
- L'uomo del sedile di dietro, commedia di Malcom Hulke e Eric Paice, regia di Eugenio Salussolia, trasmessa il 25 gennaio 1960
- Una lettera per Gianni, radiodramma di Piero Castellano, regia di Eugenio Salussolia, trasmesso il 20 febbraio 1960.
- Un ingenua delle Sierre, di Bret Harte, regia Guglielmo Morandi, trasmessa l'11 aprile 1960
- L'ultima voce, radiodramma di Alfio Valdarnini, regia di Giacomo Colli, trasmesso il 12 giugno 1960.
- La notte di Elsinora, radiodramma di Giovanni Battista Angioletti, regia di Giacomo Colli, trasmessa il 29 luglio 1960
- La fidanzata di Cesare, commedia di Silvio Zambaldi, regia di Guglielmo Morandi, trasmessa il 28 agosto 1960.
- I fiori di un anno lontano, di Ugo Ronfani, regia di Eugenio Salussolia, trasmessa il 6 marzo 1961
- Due come tanti, di Marguerite Duras, regia di Pietro Masserano Taricco trasmessa il 3 marzo 1962